# Smile 2 – Siehst du es auch?
Smile 2 – Siehst du es auch? (Originaltitel: Smile 2) ist ein US-amerikanischer Horrorthriller von Regisseur Parker Finn, der am 17. Oktober 2024 in die deutschen und am darauffolgenden Tag in die US-amerikanischen Kinos kam. Es handelt sich um eine Fortsetzung zu Smile – Siehst du es auch? aus dem Jahr 2022. In der Hauptrolle verkörpert Naomi Scott die fiktive Popsängerin Skye Riley.

## Handlung
Sechs Tage nachdem der ehemalige Polizist Joel den Selbstmord seiner Ex-Freundin Rose mitansehen musste, hat auch er sich dazu entschieden, den Fluch auf einen anderen Menschen zu übertragen. Als neue Glieder innerhalb der Smile-Kette hat er zwei Kriminelle ins Auge gefasst, die für den Tod einer Familie verantwortlich sind. Als er die Szenerie betritt, kommt es zu einem Schusswechsel, bei dem beide Kriminelle sterben. Der Drogendealer Lewis Fregoli ist Zeuge des Mordes, wodurch der Smile-Fluch auf ihn übergeht. Als weitere Gangster auftauchen und Joel verfolgen, wird dieser von einem Truck auf der Straße überfahren.
In New York City bereitet sich die Popsängerin Skye Riley auf eine bevorstehende Welttournee vor. Noch immer hat sie unter den Folgen eines Autounfalls zu leiden, der ein Jahr zuvor ihren Freund Paul Hudson das Leben kostete und sie selbst mit Narben zeichnete. Obwohl sie ihre Drogenexzesse seitdem überwunden und in der Öffentlichkeit eine zweite Chance erhalten hat, wollen ihr die Ärzte kein Vicodin gegen ihre fortwährenden Schmerzen verschreiben. So besorgt sie sich das Mittel illegal bei ihrem alten Schulfreund Lewis Fregoli.
Als Skye die Wohnung von Lewis betritt, leidet der Drogendealer unter einem Verfolgungswahn. Skye schiebt das seltsame Verhalten zunächst auf den Drogenkonsum, wird aber misstrauisch, als Lewis seltsam zu lächeln beginnt. Vor ihren Augen schlägt er mit einer Hantelscheibe auf sein Gesicht ein, bis er schließlich zusammenbricht und stirbt. Aus Angst, mit dem Tod und den Drogen in Verbindung gebracht zu werden und so ihre Karriere zu gefährden, entscheidet sich Skye gegen die Wahl des Notrufs und verlässt fluchtartig die Szenerie.
In der Folge beginnt auch die Popsängerin selbst, immer häufiger lächelnde Gesichter unter ihr bekannten Personen zu sehen, die ihr anscheinend Schlechtes wollen. Auf einer Charity-Veranstaltung ihres Plattenlabels sieht sie ihren eigentlich verstorbenen Ex-Freund Paul unter den Anwesenden, was zu einem öffentlichkeitswirksamen Hysterieanfall führt. Während in den Medien nun über einen Drogenrückfall spekuliert wird, möchte Skye den Vorkommnissen selbst auf den Grund gehen. Deshalb kontaktiert sie eine ihr unbekannte Nummer, die über das Ableben von Lewis zu wissen scheint, und vereinbart ein Treffen an einem öffentlichen Ort.
Der Unbekannte stellt sich ihr als Krankenpfleger Morris vor, der selbst seinen Bruder an den Smile-Fluch verloren und seitdem alles über die Erscheinung studiert hat. Morris offenbart gegenüber Skye, dass er womöglich einen Weg gefunden habe, wie sie den Fluch loswerden könne, ohne zu sterben. Dafür müsse er ihr nur eine Substanz injizieren, die ihren Herzschlag zum Stillstand bringe, ehe Morris die klinisch tote Popsängerin reanimieren wolle. Skye zeigt sich von dem Vorschlag allerdings nur wenig begeistert und lehnt ab.
Skyes Halluzinationen und Einbildungen werden in der Folge immer stärker, sodass ihre Mutter und Managerin Elizabeth Medientermine absagen muss. Die Popsängerin wird zur Regeneration in ein Wellnesshotel verlegt, wo sie unter dem Einfluss des Smile-Monsters ihre Mutter zu töten scheint. Auf der Flucht vor der Polizei entscheidet sich Skye dazu, das Angebot von Morris doch anzunehmen, um keine weiteren Menschen in ihrem Umfeld zu gefährden. Während des Eingriffes stellen sich die letzten Ereignisse jedoch nur als durch das Smile-Monster verursachte Einbildungen heraus. Tatsächlich steht Skye auf der Bühne, wo sie sich vor den Augen ihrer im Publikum sitzenden Mutter und tausenden von Zuschauern das Leben nimmt.

## Produktion

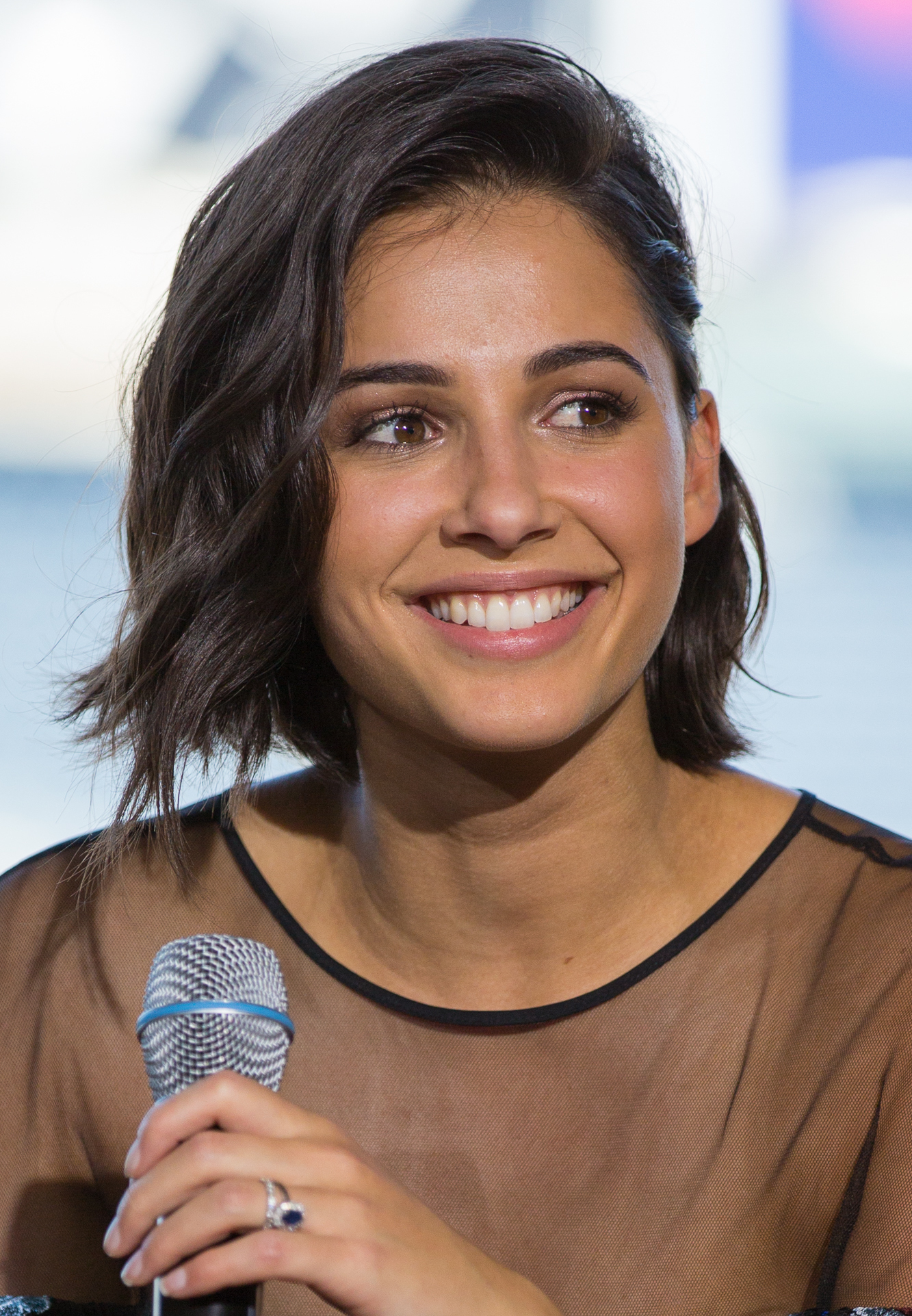
Hauptdarstellerin Naomi Scott

Der Horrorthriller Smile – Siehst du es auch? war nach seiner Veröffentlichung im Herbst 2022 nicht nur ein Erfolg bei Kritikern, sondern konnte bei einem Budget von rund 17 Millionen US-Dollar an den weltweiten Kinokassen auch über 200 Millionen US-Dollar einspielen. Der Regisseur und Drehbuchautor Parker Finn bekundete im Dezember 2022 daher sein Interesse an einer Fortsetzung, merkte gleichzeitig aber an, dass er sich mit zukünftigen Filmen nicht wiederholen, sondern originelle Wege gehen wolle. Das Filmstudio Paramount kündigte Smile 2 schließlich auf der CinemaCon im April 2023 offiziell an.
Die Hauptrolle des fiktiven Popstars Skye Riley wurde im Dezember 2023 mit Naomi Scott besetzt. Neben ihr kehrte Kyle Gallner als Polizist Joel aus dem Vorgängerfilm zurück. Als Neuzugänge schlossen sich Lukas Gage, Rosemarie DeWitt, Dylan Gelula, Raúl Castillo, Miles Gutierrez-Riley, Peter Jacobson und Jack Nicholsons Sohn Ray Nicholson der Besetzung an.
Die Filmaufnahmen erfolgten von Januar bis März 2024 im US-Bundesstaat New York. Zu den Drehorten im Hudson Valley zählen die Orte Newburgh, Poughkeepsie, Wappingers Falls, Albany, Ellenville und New York City. Die Filmmusik komponierte der Chilene Cristobal Tapia de Veer. Daneben steuerte Hauptdarstellerin Naomi Scott sechs Songs zum Soundtrack bei, die von Interscope Records als The Skye Riley EP veröffentlicht wurden.
Ein erster Trailer wurde im April 2024 exklusiv auf der CinemaCon vorgestellt und am 18. Juni 2024 auch im Internet veröffentlicht; ein zweiter folgte am 3. September 2024. Die Weltpremiere erfolgte am 14. Oktober 2024 in Los Angeles. Im Anschluss kam Smile 2 am 17. Oktober in die deutschen und am darauffolgenden Tag in die US-amerikanischen Kinos.

## Synchronisation
Die deutschsprachige Synchronisation entstand nach einem Dialogbuch und unter der Dialogregie von Nico Sablik bei Iyuno Germany.
| Rolle             | Darsteller            | Synchronsprecher  |
| ----------------- | --------------------- | ----------------- |
| Skye Riley        | Naomi Scott           | Maria Hönig       |
| Elizabeth Riley   | Rosemarie DeWitt      | Marie Bierstedt   |
| Lewis Fregoli     | Lukas Gage            | Jeremias Koschorz |
| Joshua            | Miles Gutierrez-Riley | Marco Eßer        |
| Gemma             | Dylan Gelula          | Anne Helm         |
| Morris            | Peter Jacobson        | Olaf Reichmann    |
| Joel              | Kyle Gallner          | Nico Sablik       |
| Darius Bravo      | Raúl Castillo         | Martin Kautz      |
| Paul Hudson       | Ray Nicholson         | Ricardo Richter   |
| Barbara Gallagher | Delphi Harrington     | Nina Herting      |
| Drew Barrymore    | Drew Barrymore        | Nana Spier        |

## Rezeption

### Kritiken
Smile 2 – Siehst du es auch? konnte 86 % der 203 bei Rotten Tomatoes gelisteten Kritiker überzeugen und erhielt dabei eine durchschnittliche Bewertung von 6,9 Punkten. Als zusammenfassendes Fazit zieht die Seite, mit einer nervenaufreibenden Hauptrolle von Naomi Scott gesegnet, erweitere Regisseur Parker Finn sein Smile-Universum zu einem Popstar-Albtraum, der Horrorfans ein schiefes Grinsen ins Gesicht zaubern werde. Bei Metacritic erhielt die Fortsetzung basierend auf 37 Rezensionen einen Metascore von 67 von 100 möglichen Punkten.
Für Christian Zilko von IndieWire erweise sich das Smile-Universum mit seiner Anthologie-Reihe von Charakterstudien als „Blaupause für ein flexibles Horror-Franchise“. Die Fortsetzung sei dabei größer, chaotischer und besser als der Vorgängerfilm und stelle in Bezug auf die Wertigkeit der Produktion eine deutliche Verbesserung dar. Es sei eine Freude, Regisseur Parker Finn dabei zuzusehen, wie er größere Sets baut und komplexere Aufnahmen choreografiert. Sein Drehbuch verbinde beide Filme zwar durch einen brutalen Cold Opener miteinander, gehe aber schon bald andere Wege. So werde eine eigene Geschichte über einen von Naomi Scott exzellent porträtierten Popstar erzählt, was die unendliche Vielseitigkeit der Filmreihe unter Beweis stelle.
Zu einem positiven Urteil gelangt auch Owen Gleiberman von Variety, der Smile 2 als „gekonnt beunruhigende Fortsetzung“ bezeichnet. Im Unterschied zum ersten Film versuche Regisseur Parker Finn diesmal, einen echten emotionalen Mittelpunkt zu erschaffen, was in der Figur der Popdiva Skye Riley münde. Durch Naomi Scotts verletzliche Darstellung hinter der kultivierten Starfassade vermittle die Horrorgeschichte seine eigentliche Botschaft, dass Menschen nicht nur von Dämonen, sondern auch vom eigenen Ruhm in die Verrücktheit getrieben werden können. So sei fast jede Szene des Films vom Bewusstsein der Hauptfigur durchdrungen, dass man als Popstar im 21. Jahrhundert eine nie endende Imagepflege betreiben müsse. Zum Ende hin werde Smile 2 diesbezüglich leider zu widerspenstig und langatmig, während die mit maximalem Body-Horror, aber minimaler Logik ausgestattete Schlussszene die Zuschauer ratlos zurücklasse.
David Rooney kommt in seiner Filmkritik für den Hollywood Reporter zum Schluss, dass die gut gespielte Fortsetzung Spaß mache, von einem makaberen Sinn für Humor durchzogen sei und den Zuschauer mit einer Flut von effektiven Jump-Scares und blutgetränkten Visionen überschütte. Das dichte Sounddesign erweise sich dabei auch weiterhin als äußerst effektives Element und einige Sequenzen seien wirklich virtuose Versatzstücke. Probleme sieht Rooney hingegen bei der von Naomi Scott zwar fesselnd gespielten Popsängerin Skye Riley, mit der sich das Publikum allerdings kaum identifizieren könne, wodurch sie im Vergleich zur Hauptfigur des ersten Teils abfalle. Auch die Subtilität des Vorgängerfilms werde zugunsten von größeren, gewagteren Exzessen über Bord geworfen; das Spiel damit, was real und was nur eine Illusion sei, werde im Verlauf der Erzählung schließlich zur Schwäche. So urteilt Rooney über den Regisseur Parker Finn, zwar ein begabter visueller Stilist zu sein, sich zukünftig aber mehr auf den narrativen Inhalt konzentrieren zu müssen.
Deutlich kritischer zeigt sich auch Benjamin Lee vom Guardian, für den die blutige Fortsetzung nur das Altbekannte abliefere. Smile 2 sei handwerklich zwar gut gemacht und überzeugend gespielt, habe aber Schwierigkeiten, seine eigene Identität zu entwickeln. Wenn die Einsamkeit des Ruhmes, die Abscheulichkeit einiger Fans oder die Nervigkeit von als Managern fungieren Elternteilen gezeigt werden, erzähle der Film nichts, was 2024 nicht auch schon in Trap: No Way Out, Als du mich sahst oder The Substance zu sehen war. Der dekadente Zerfall einer Berühmtheit erinnere zwar an ältere Genrefilme wie Die Augen der Laura Mars oder Der Fanatiker und biete eine nette Kulisse für einen Horrorfilm über den Verlust des eigenen Verstandes, teile aber das leichte Unbehagen zwischen Düsterheit und Albernheit des ersten Teils. So stilvoll Smile 2 so auch inszeniert sein möge, könne er die Wiederholung derselben Geschichte mit einer überlangen Laufzeit für Lee letztendlich nicht rechtfertigen.

### Einspielergebnis
Am Startwochenende konnte Smile 2 in den Vereinigten Staaten mit Einnahmen in Höhe von 23 Millionen US-Dollar den Überraschungserfolg des Vorgängerfilms überbieten und die Spitzenposition der US-amerikanischen Kino-Charts erreichen. Auch in Deutschland war der Film in den ersten Tagen nach der Veröffentlichung ein Erfolg und verzeichnete dabei den finanziell besten Kinostart eines Horrorfilms im Jahr 2024. Die weltweiten Einnahmen aus Kinovorführungen belaufen sich auf 138,1 Millionen US-Dollar, von denen die Fortsetzung allein 69,0 Millionen im nordamerikanischen Raum erwirtschaften konnte. In Deutschland verzeichnete Smile 2 insgesamt 540.551 Kinobesucher.

### Auszeichnungen
Astra Film Awards 2024
- Nominierung als Bester Horrorfilm oder Thriller
- Nominierung als Beste Hauptdarstellerin (Naomi Scott)
- Nominierung als Beste Darstellerin in einem Horrorfilm oder Thriller (Naomi Scott)[33]

Critics’ Choice Super Awards 2025
- Nominierung als Beste Schauspielerin in einem Horrorfilm (Naomi Scott)[34]

DiscussingFilm Global Film Critics Awards 2024
- Nominierung als Bester Horrorfilm[35]

Make-Up Artists and Hair Stylists Guild Awards 2024
- Nominierung für das Beste zeitgenössische Make-up (Sasha Grossman & Valerie Carney)[36]

Music City Film Critics’ Association Awards 2025
- Nominierung als Bester Horrorfilm[37]

Saturn Awards 2025
- Nominierung als Bester Horrorfilm
- Nominierung als Beste Hauptdarstellerin (Naomi Scott)
- Nominierung für die Beste Filmmusik (Cristobal Tapia de Veer)
- Nominierung für das Beste Make-up[38]